# Гюрсель Аксель (стадіон)
Центр спорту та здорового життя імені Гюрселя Акселя (тур. Gürsel Aksel Spor ve Sağlıklı Yaşam Merkezi), відомий як стадіон імені Гюрселя Акселя — футбольний стадіон, розташований в Учкуюларі, Гезтепе, в районі Конак в Ізмірі, Туреччина. Стадіон є домашньою ареною ізмірського спортивного клубу «Гезтепе»
Стадіон вшановується на честь Гюрселя Акселя, який упродовж усієї своєї професійної кар'єри присвятив себе клубу і якого офіційно назвали «великим капітаном».

## Історія

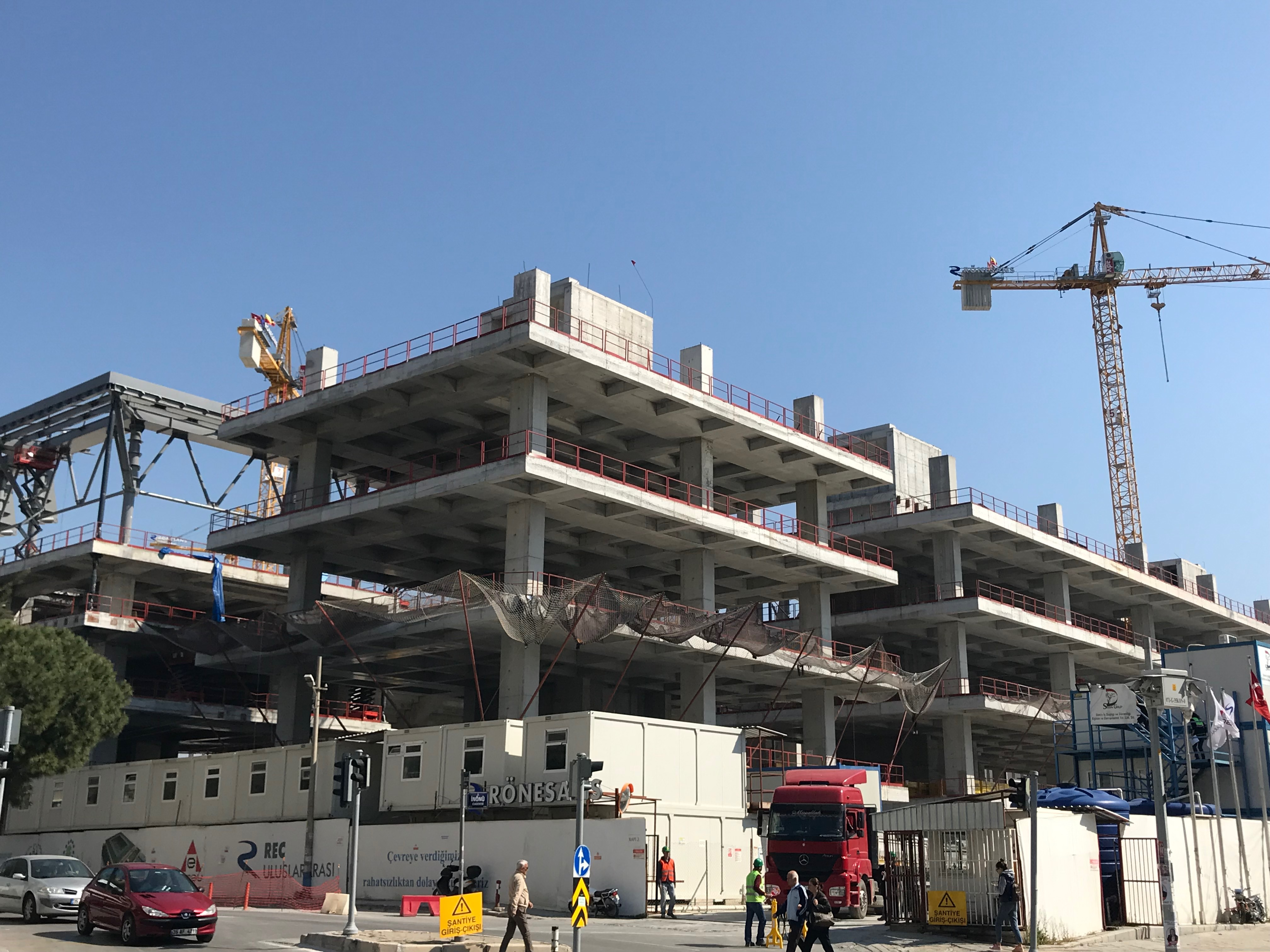
Будмайданчик березень 2019 року

Компанія Göztepe S.K. оголосила про свою угоду з TOKI, державним житловим агентством Туреччини, про будівництво стадіону 22 лютого 2017 року. Закладка стадіону відбулася 9 вересня 2017 року. Стадіон планувалося побудувати загальною площею 12 тис.. м 2. Початкова проєктна місткість стадіону була оголошена як 20 035 місць. У липні 2019 року проєктна місткість стадіону була збільшена до 25 035. У 2020 році вартість будівництва стадіону, за даними агентства Anadolu, становила 218 900 000,00₺, Перші в історії абонементи на стадіон були випущені 8 листопада 2019 року на другу половину сезону Суперліги 2019-20.
Стадіон було відкрито 26 січня 2020 року, у понеділок, о 16:00 за місцевим часом, грою 19-го туру Суперліги сезону 2019-20 між командами «Гьозтепе» та «Бешикташ». Гра закінчилася з рахунком 2–1 на користь «Гьозтепе». На 25 хвилині гри Халіль Акбунар забив перший гол, забитий на стадіоні «Гюрсель Аксель». На матчі-відкритті були присутні 17 855 глядачів.
Федерація футболу Туреччини оголосила про своє рішення 14 квітня 2021 року, повідомивши, що фінал Кубка Туреччини сезону 2020—2021 відбудеться на стадіоні «Гюрсель Аксель». Гра відбулася 18 травня 2021 року між «Антальяспором» і «Бешикташем», гра закінчилася з рахунком 0–2, і «Бешикташ» став володарем кубка.
11 червня 2023 року стадіон прийняв фінал Кубка Туреччини 2023 року, який відбувся між «Фенербахче» та «Істанбул Башакшехір». «Фенербахче» виграв матч з рахунком 2–0.

## Послуги
В остаточному варіанті стадіон «Гюрсель Аксель» займає площу 34 651 м 2 при загальній площі забудови 94 541 м2. Усередині та під землею стадіону розташовані офіційний музей СК «Гезтепе», виставкові зали, фуд-корти та автостоянка. На даху стадіону збудована пішохідна доріжка довжиною 650 метрів.

## Транспорт
Станом на 2020 рік, до стадіону можна дістатися автобусами ESHOT з відповідними пересадками автобусів № 5, 6, 7, 24, 25 і 480 з районів Балчова, Нарлидере та районів Каваджик і Оюнлар Кьою, автобусом № 486 з району Ояк Сітесі, автобусамі № 17, 650, 671, 690 і 873 з прилеглих магістралей, автобусом № 510 з району Газіемір, автобусом № 202 з аеропорту Аднан Мендерес.